# Bluff City (Tennessee)
Bluff City is een plaats (city) in de Amerikaanse staat Tennessee, en valt bestuurlijk gezien onder Sullivan County.

## Demografie
Bij de volkstelling in 2000 werd het aantal inwoners vastgesteld op 1559.
In 2006 is het aantal inwoners door het United States Census Bureau geschat op 1620, een stijging van 61 (3,9%).

## Geografie
Volgens het United States Census Bureau beslaat de plaats een oppervlakte van
4,0 km², waarvan 3,9 km² land en 0,1 km² water. Bluff City ligt op ongeveer 452 m boven zeeniveau.

## Plaatsen in de nabije omgeving
De onderstaande figuur toont nabijgelegen plaatsen in een straal van 16 km rond Bluff City.